# Музикалност
Музикалност (енг. musicality и фр. musicalité) је урођена музичка способност коју имају одређени људи и која се испољава кроз различите видове музичке делатности. Музикални људи имају обдареност за: 
- интерпретацију и музицирање[3] (осећај за боју у музици, фразу, фразирање, ритам, динамику, агогику и хармонију),
- памћење музичког материјала (музичка меморија),
- свирање по слуху,
- импровизирање (свирање, певање, компоновање на лицу места - без припреме),
- сугестивно преношење личних доживљаја (емоционалног набоја),
- различите музичке жанрове (забавна, џез, класична, народна...)
- изразиту креативност и стваралачку фантазију,
- проживљавање музичког садржаја,
- понирање у највећу дубину и суштину музике.

Све набројане урођене таленте тешко да може ико да поседује. Неки имају једне, неки друге. Сигурно је то, да што више поменутих способности музичар поседује - то је талентованији.
За извођача, интерпретатора, неопходна је музикалност.
Музикалност се не може научити, она је дата, присутна је и осети се. Зато је врло погрешно када се техничко-занатска спретност и увежбаност схвата као музикалност.
Предуслов за музикалност је добар музички слух.